# Kołki (lasy)

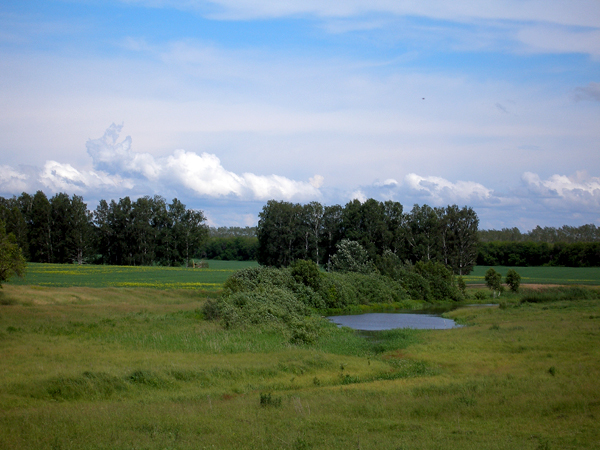
Kołki brzozowe w rejonie kałmańskim Kraju Ałtajskiego

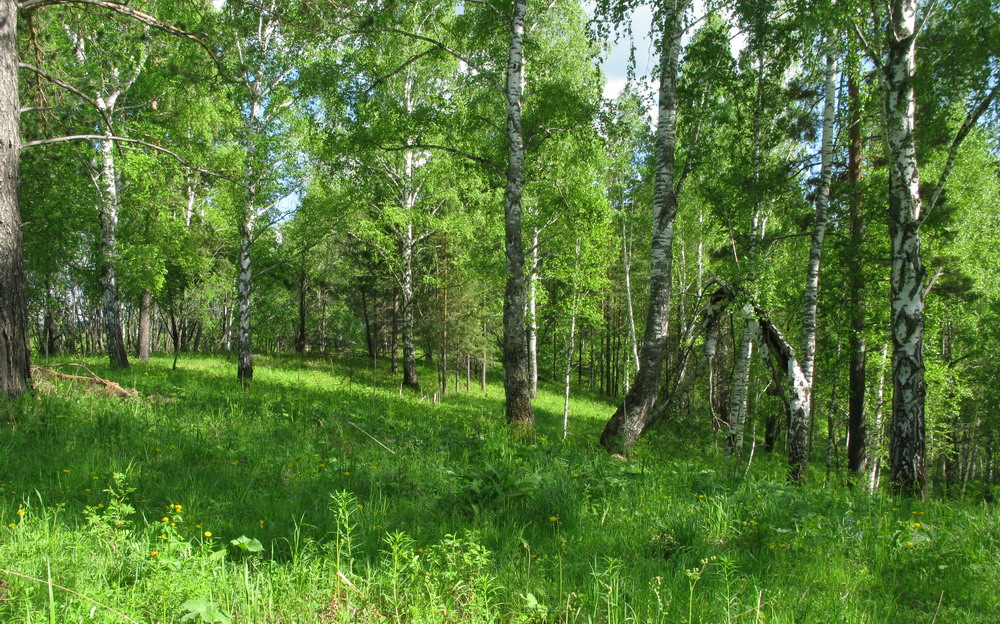
Kołki brzozowe w Kraju Krasnojarskim

Kołki, lasy drobnolistne – lasy występujące w Azji między strefą tajgi na północy a stepami na południu. Tworzą wąskie i przerywane pasmo ciągnące się od Uralu na zachodzie (okolice Jekaterynburga) po górny bieg Jeniseju na wschodzie (okolice Tomska i Krasnojarska). Stanowią jedną z dwóch azjatyckich formacji lasów liściastych zrzucających liście na zimę – drugą są wschodnioazjatyckie lasy wielkolistne. Gatunki drobnolistne tworzące drzewostan kołków to brzozy i osiki. W południowej części pasma tych lasów niewielkie powierzchniowo płaty kołków zaliczane bywają do lasostepu. Z kolei na północy przechodzą w mieszane lasy iglasto-drobnolistne tajgi. Gatunki drobnolistne lokalnie w tajdze też dominują, zwłaszcza w pierwszych stadiach sukcesji, na zrębach po pozyskaniu drewna lub sytuacjach klęskowych, np. po pożarach lasów.

## Szata roślinna
Warstwę drzew tworzą brzozy, głównie brzoza brodawkowata Betula pendula w miejscach suchszych, poza tym brzoza omszona B. pubescens w miejscach wilgotnych i bagiennych oraz topola osika Populus tremula. W podszycie rosną różne gatunki wierzb Salix (wierzba szara S. cinerea, iwa S. caprea, S. sibirica i S. xerophila). Poza tym w warstwie tej rosną: wiciokrzew siny Lonicera caerulea subsp. altaica, dereń biały Cornus alba, porzeczka czarna Ribes nigrum i zwyczajna R. rubrum, w lasach wysuniętych na południe spotykane są także: suchodrzew tatarski Lonicera tatarica, irga wielokwiatowa Cotoneaster multiflorus, tawuła dziurawcolistna Spirea hypericifolia. Na obrzeżach lasów często zarośla tworzy wiśnia karłowata Prunus fruticosa.
Runo lasów drobnolistnych jest dość bogate. W lasach brzozowych tworzą je: mietlica olbrzymia Agrostis gigantea, trzcinnik leśny Calamagrostis arundinacea, wiechlina łąkowa Poa pratensis, stokłosa bezostna Bromus inermis, traganek duński Astragalus danicus, dzwonek boloński Campanula bononiensis. W osiczynach rosną z kolei: kłosownica pierzasta Brachypodium pinnatum, trzcinnik piaskowy Calamagrostis epigejos, orlica pospolita Pteridium aquilinum, malina kamionka Rubus saxatilis, rutewka mniejsza Thalictrum minus i Bupleurum aureum.